# 102
Rok 102 (CII) byl nepřestupný rok, který podle juliánského kalendáře započal sobotou. V té době byl tento rok znám jako Rok konzulátu Ursa a Sury, nebo jako 855 Ab urbe condita (855 let od založení Říma). Označení pod číslem 102 se začalo užívat až ve středověku, kdy Evropa přešla na systém počítání let Anno Domini (leta páně). 
Podle židovského kalendáře došlo k přelomu let 3862 a 3863.  

## Události

### Římská říše
- Lucius Julius Ursus Servianus a Lucius Licinius Sura se stávají římskými konzuly.
- Císař Traianus se vrací do Říma po úspěšné výpravě do Dácie, díky které upevnil římskou suverenitu a podřazenost tamějšího krále Decebala.
- Trainus rozděluje Panonii na dvě provincie. (mezi rokem 102 a 107)
- Probíhá zvětšení přístavu Portus.

#### Asie
- Čínský vojevůdce Pan Čchao upevnil oblast kolem Tarimské pánve, usazuje se ve městě Luo-jang a krátce na to umírá.

## Úmrtí
- Marcus Valerius Martialis, římský epigramik (* 40)
- Pan Čchao, čínský vojevůdce, dobyvatel a cestovatel (* 32)

## Hlavy států

### Evropa
- Papež – Evaristus (98/99/100/101–105/106/107)
- Římská říše – Traianus (98–117)
- Bosporská říše – Tiberius Julius Sauromates I. (90–123)
- Dácie – Decebalus (87–106)
- Ibérské království – Mihrdat I. Ibérský (58–106)

#### Asie
- Parthská říše – Pakoros (77/78–114/115)
- Kušánská říše – Vima Takto  (90–113)
- Čína, dynastie Chan – Císař He (89–105)
- Päkče (Korea) – Giru z Päkče (77–128)
- Kogurjŏ (Korea) – Taejodae z Kogurjŏ (53–146)
- Silla (Korea) – Pasa ze Silly (80–112)